# بوجا شاه
بوجا شاه (بالإنجليزية: Pooja Shah)‏ هي ممثلة بريطانية، ولدت في 8 أغسطس 1979 في المملكة المتحدة.

## أعمال

### أفلام
- (2002) لفها مثل بيكام[4]

## وصلات خارجية
- بوجا شاه على موقع IMDb (الإنجليزية)
- بوجا شاه على موقع ألو سيني (الفرنسية)
- بوجا شاه على موقع أول موفي (الإنجليزية)
- بوجا شاه على موقع قاعدة بيانات الفيلم (الإنجليزية)
- بوجا شاه على موقع كينوبويسك (الروسية)